# Paraphasiopsis
Paraphasiopsis är ett släkte av tvåvingar. Paraphasiopsis ingår i familjen parasitflugor.
Kladogram enligt Catalogue of Life:
| Paraphasiopsis | \| \| Paraphasiopsis mellicornis \| \| \| \| \| \| Paraphasiopsis trinitatis \| \| \| \| |
|                | \| \| Paraphasiopsis mellicornis \| \| \| \| \| \| Paraphasiopsis trinitatis \| \| \| \| |
|                | Paraphasiopsis mellicornis                                                               |
|                |                                                                                          |
|                | Paraphasiopsis trinitatis                                                                |
|                |                                                                                          |